# Hôpital universitaire San Vicente de Paúl
L’Hôpital universitaire San Vicente de Paúl (HUSVP) est un hôpital privé de Medellín, en Colombie. Organisé en organisme à but non lucratif, il est le centre d'enseignement hospitalier le plus important du département d'Antioquia.
Les bâtiments sont classés « Monument national » depuis 1996.